# 2008年11月逝世人物列表
2008年逝世人物列表：1月 - 2月 - 3月 - 4月 - 5月 - 6月 - 7月 - 8月 - 9月 - 10月 - 11月 - 12月
2008年11月逝世人物列表，是用于汇总2008年11月期间逝世人物的列表。

## 依日期排序

### 11月1日
- 談家楨，100歲，中國科學家、教育家，社會活動家，中國科學院院士，中國現代遺傳科學的奠基人之一，原中國民主同盟中央名譽主席，原復旦大學副校長。新民網
- 陳任，63歲，香港資深廣播人及唱片騎師。商業電台（页面存档备份，存于）
- 雅克·皮卡德（Jacques Piccard），86歲，著名深海探險家及發明家。BBC中文（页面存档备份，存于）

### 11月3日
- 瑪德琳·李·潘恩·鄧納姆（Madelyn Lee Payne Dunham），86歲，美國總統參選人歐巴馬（Barack Obama）的外祖母。nownews

### 11月4日
- 胡安·卡米洛·莫里尼奧（Juan Camilo Mouriño Terrazo），37歲，墨西哥內政部長。聯合新聞網（页面存档备份，存于）
- 任美锷，96歲，中国科学院资深院士、中国地理学会、中国海洋学会名誉理事长。新华日报[]

### 11月5日
- 邁克爾·克萊頓（Michael Crichton），66歲，美國科幻驚悚小說作家，影視導演、製片人。（页面存档备份，存于）
- 歐中民，59歲，香港審計署前副署長。人民網（页面存档备份，存于）
- 保羅·格林寧爵士（Sir Paul Greening），英國海軍將領及廷臣。泰晤士報（页面存档备份，存于）

### 11月6日
- 王名扬，92岁，中国行政法学界泰斗、中国当代行政法的重要奠基人、中国政法大学教授。新华网 Archive.today的存檔，存档日期2013-04-28
- 梁建民，75歲，筆名「第一」，香港著名馬評人，曾任澳門賽馬會行政總裁。東方馬網（页面存档备份，存于）
- 約翰·赫爾蒙爵士（Sir John Hermon）英國警務人員，皇家阿爾斯泰警察警務總長（1980年－1989年）。BBC（页面存档备份，存于）

### 11月8日
- 袁可嘉，87岁，中国现代诗人、翻译家，九叶诗派成员。新华网（页面存档备份，存于）
- 胡達新，58歲，香港廉政公署首席調查主任。中國新聞網（页面存档备份，存于）

### 11月10日
- 伊藤清，93岁，日本数学家，概率论先驱之一，沃尔夫奖、高斯奖和京都奖得主，日本学士院院士。美国数学会网站（页面存档备份，存于）
- 李錫銘，82歲，原中共中央政治局委員、第八屆全國人民代表大會常務委員會副委員長、中共北京市委原書記。新華網（页面存档备份，存于）
- 米瑞安·馬卡貝（Miriam Makeba），76歲，南非女歌手，反種族隔離主義人士，1965年格萊美獎得主。CCTV（页面存档备份，存于）

### 11月12日
- 黎礎寧，24歲，台灣女歌手，第三屆《超級星光大道》歌唱比賽第三名，燒炭自殺。壹蘋果

### 11月13日
- 马克坚，72歲，中国足坛元老，中华人民共和国第二代国脚，曾担任中国国家队的技术顾问。新華網 Archive.today的存檔，存档日期2013-04-28

### 11月14日
- 龍方，54歲，本名李建民，香港電影演員，以電影《賭神》中的反派「高義」著名，死於癌症。新華網（页面存档备份，存于）
- 伯納德·菲爾登爵士（Sir Bernard Feilden），89歲，英國保育專家、古蹟修復建築師。每日電訊報（页面存档备份，存于）

### 11月17日
- 范振钰，82岁，中國大陸相声演员。人民网（页面存档备份，存于）

### 11月20日
- 鮑里斯·費奧多羅夫（Борис Григорьевич Фёдоров），50歲，俄羅斯經濟學家與政治家，曾任俄羅斯財務部長，中風去世。莫斯科時報（页面存档备份，存于）

### 11月21日
- 吳蘭妹，110歲，台灣泰雅族原住民，保有傳統紋面刺青最年長者。中時電子報[永久]

### 11月23日
- 曾振農，57歲，台灣企業家，曾任立委，有「涼椅大王」之稱。nownews（页面存档备份，存于）

### 11月24日
- 黃大城，53歲，台灣民歌歌手。Nownews、新華網

### 11月26日
- 安德雷·利夫拉斯（Andreas Liveras），73岁，英国游艇大王，亿万富翁，死于2008年孟買連環恐怖襲擊。网易
- 杨佳，28岁，北京无业青年，杨佳袭警案主角。新華網（页面存档备份，存于）
- 艾德納·帕克（Edna Scott Parker），115歲，世界最年長者，金氏記錄中最長壽者第24名（最高排名為第11名），自然死亡。Chicago Tribune（页面存档备份，存于）

### 11月27日
- 王瑛，47歲，中共四川省巴中市南江縣紀委書記。新華網（页面存档备份，存于）

### 11月28日
- 沃维汉，59歲，中华人民共和国籍生化學家，被中國大陸指控從1989年到2003年間提供軍事情報給台灣，而遭以間諜罪判處死刑。nownews（页面存档备份，存于）
- 休·萊蒂爵士（Sir Hugh Laddie），62歲，英國知識產權律師、英國高等法院法官。泰晤士報（页面存档备份，存于）

### 11月29日
- 约恩·乌松（Jørn Utzon），90歲，澳大利亚悉尼歌剧院的设计者。CRI（页面存档备份，存于）

### 11月30日
- 陆坤元，94歲，中国，中国汽车发动机之父。